# .458 HAM'R
Cartușul .458 HAM'R (11,6x39 mmRB) este un cartuș de pușcă de calibru mare, cu percuție centrală, conceput pentru utilizare în puști de tip AR-15. Wilson Combat, compania deținută de Bill Wilson (dezvoltatorul cartușului .458 HAM'R), vinde o armă de foc AR, denumită WC-12, cu cameră pentru .458 HAM'R, care se situează ca dimensiuni între platformele AR-10 și AR-15. Platformele AR-10 care acceptă un cartuș de AR-15 pot trage în siguranță cu .458 HAM'R.
Cartușul este foarte similar cu .458 SOCOM⁠(d), fiind specializat pentru a funcționa la o presiune mai mare, oferind o rază de acțiune mai mare cu o traiectorie mai dreaptă. Utilizează un încărcător de mărime AR-15, însă presiunile generate de cartuș necesită un închizător, o țeavă și un cadru concepute pentru presiunile platformei AR-10.

## Designer
Bill Wilson de la Wilson Combat⁠(d) a proiectat acest cartuș. .458 HAM'R are un singur cartuș „soră” sub denumirea HAM'R, și anume .300 HAM'R, de asemenea proiectat de Wilson Combat.